# 佐藤紳
佐藤 紳（さとう しん、1967年〈昭和42年〉5月5日 - ）は、日本の農林水産技官。

## 来歴
福島県河沼郡会津坂下町出身。福島県立会津高等学校を経て、1992年（平成4年）3月、鳥取大学大学院農学研究科修士課程を修了。同年4月、農林水産省に入省（Ⅰ種・農学）。入省後、農産物や食品の輸出支援などに携わり、長崎県農林部農政課企画監、同部農業経営課長、生産局農産部園芸作物課長、輸出・国際局輸出支援課長、農林水産技術会議事務局研究調整課長などを歴任。
2023年（令和5年）7月4日、農林水産省大臣官房生産振興審議官に就任

## 年譜
- 1992年（平成4年）
  - 3月 - 鳥取大学大学院農学研究科修士課程修了[1]
  - 4月 - 農林水産省入省（Ⅰ種・農学）[1]
- 2014年（平成26年）4月 - 長崎県農林部農政課企画監[1]
- 2015年（平成27年）4月 - 長崎県農林部農業経営課長[1]
- 2017年（平成29年）4月 - 生産局農産部園芸作物課長[1]
- 2021年（令和3年）7月 - 輸出・国際局輸出支援課長[1]
- 2022年（令和4年）6月 - 農林水産技術会議事務局研究調整課長[1]
- 2023年（令和5年）7月 - 農林水産省大臣官房生産振興審議官[1][3][4]